# Villa Glückauf
Die Villa Glückauf, auch Villa Clara, liegt im Stadtteil Niederlößnitz der sächsischen Stadt Radebeul, in der Paradiesstraße 1.

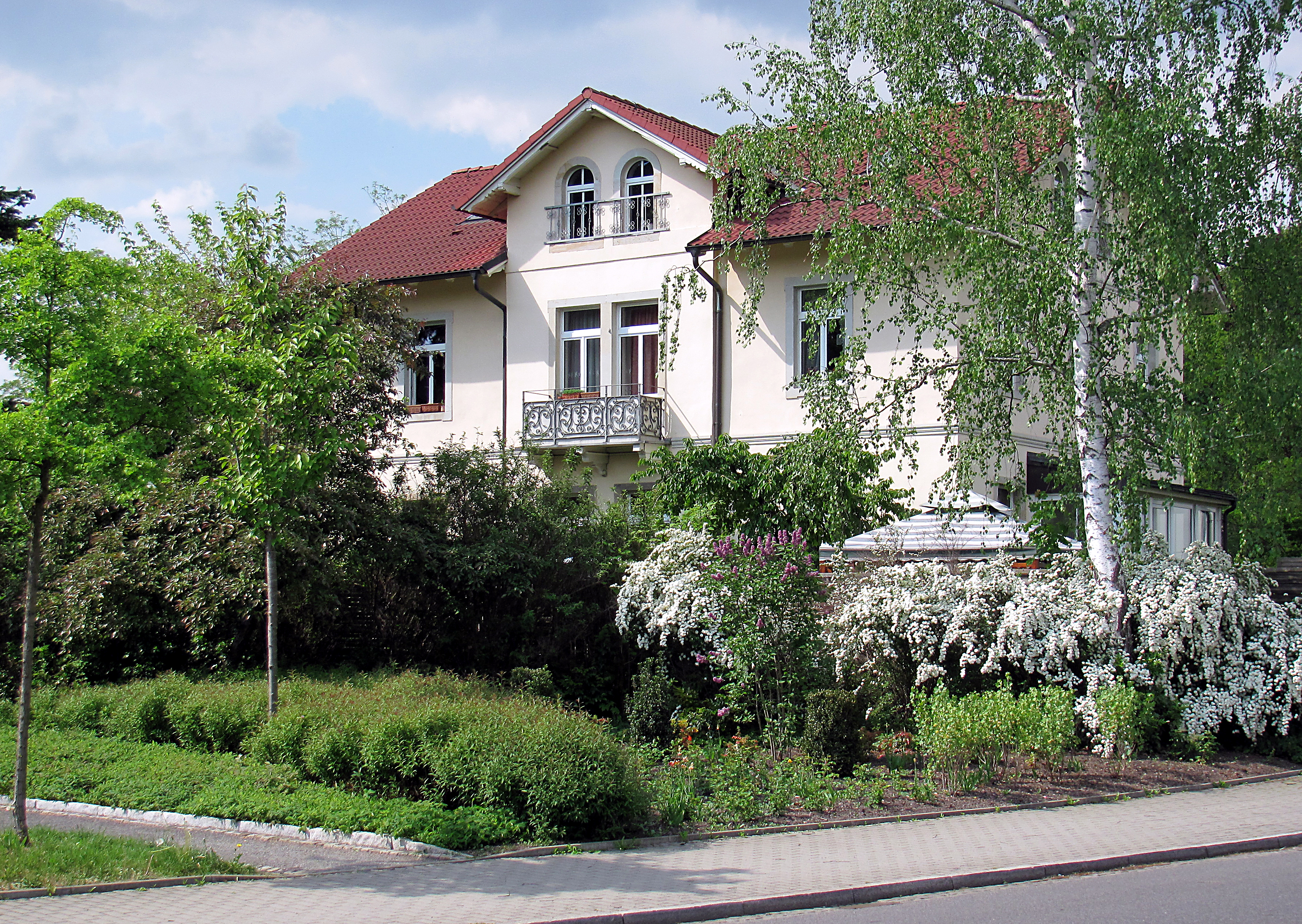
Villa Glückauf, Blick auf die Südseite

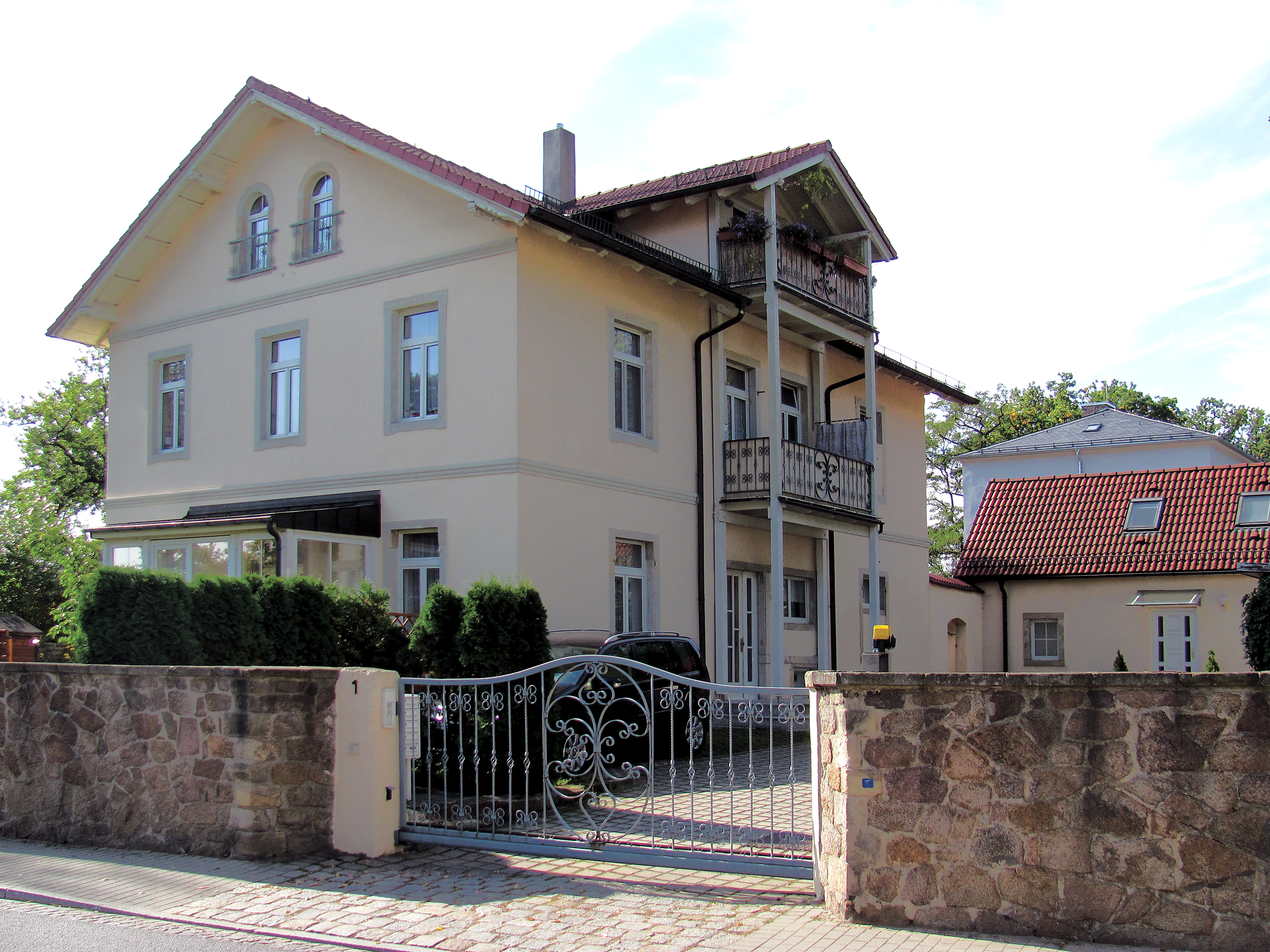
Villa Glückauf, von der Paradiesstraße aus

## Beschreibung

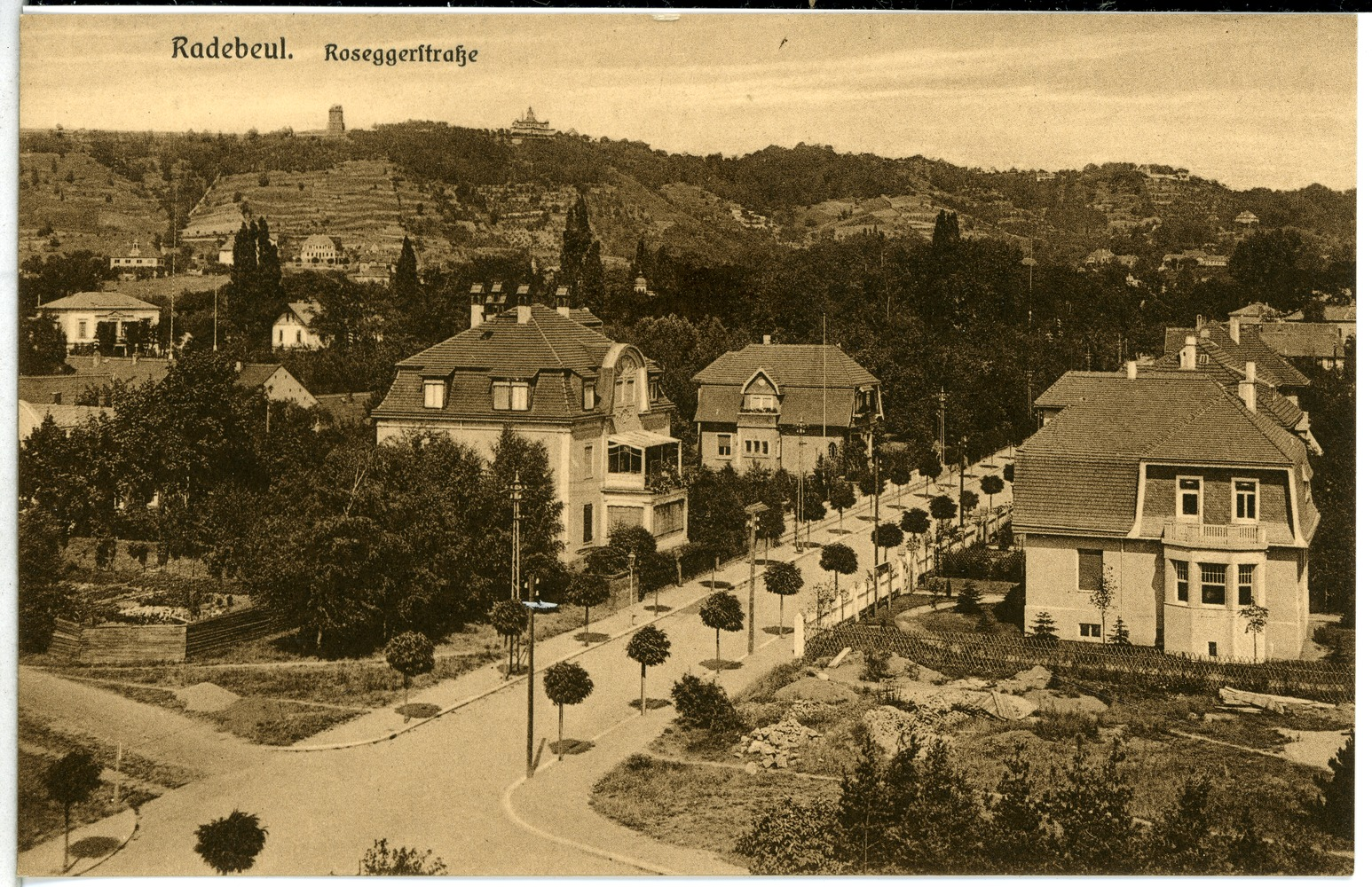
Roseggerstraße (1912) mit Nr. 8 und Nr. 4. Im Hintergrund links steht die Nachbarvilla Paradiesstraße 3, rechts daneben die Villa Glückauf; über den beiden steht links die Hoflößnitz. Auf der Bergkante links der Bismarckturm, rechts das Spitzhaus

Die mitsamt Veranda und Einfriedung unter Denkmalschutz stehende landhausartige Villa stammt aus der Zeit um 1875 oder 1885. Sie liegt an einer öffentlichen Parkfläche der Meißner Straße, dem Skulpturenpark, direkt am Beginn der Westseite der Paradiesstraße. Mit der südlichen Längsseite zur Meißner Straße ausgerichtet steht sie giebelständig zur Paradiesstraße, wo sie nach Norden hin das Eingangstor hat, das auf den rückwärtigen Innenhof geht.
Die öffentliche Parkfläche entstand aus den ursprünglich im Süden vorgelagerten Gärten der drei nebeneinanderliegenden Villen, der Villa Glückauf sowie links daneben der Villa Paradiesstraße 3 und dem Landhaus Schuchstraße 2.
Das zweigeschossige Wohnhaus ist ein Baukörper von vier zu drei Fensterachsen mit einem flach geneigten, überkragenden Satteldach in Schieferdeckung. Die Verputzung ist inzwischen stark reduziert; die Fenster werden von Sandsteingewänden umrahmt. In der Südfassade steht ein zweiachsiger, dreigeschossiger Mittelrisalit. Als Zitat davon steht auf der Nordseite ein Ständerwerk, das das vorgezogene Dach eines Giebeldachhäuschens mitsamt zweier Balkone stützt. In der straßenseitigen Schmalseite steht eine neuzeitliche Veranda, die die ursprüngliche Veranda aus „zierlichem Stabwerk und gotisierendem Dreipassmotiv“ ersetzt.
Die Einfriedung besteht aus ortsüblichem Bruchstein-Mauerwerk mit einer Plattenabdeckung, in das ein neuzeitliches, schmiedeeisenartiges Automatiktor eingelassen ist.

## Geschichte
Bereits von Gustav Wilhelm Schubert wird die Villa Clara (Katasternummer 1B) 1869 mit diesem Häusernamen aufgeführt. Sie war im Besitz des Rentiers Theodor von Rochow.